# Friedrich Krüger
Pour les articles homonymes, voir Kruger.
Daniel Christian Friedrich Krüger (né le 22 septembre 1819 à Lübeck, mort le 17 janvier 1896 à Berlin) est un homme politique et diplomate hanséatique allemand.

## Biographie
Friedrich Krüger est le fils de Joachim Friedrich Krüger, sénateur de Lübeck. Il va au lycée Sainte-Catherine de Lübeck et étudie le droit à Bonn, Berlin et Göttingen. Après le doctorat et le concours de haut fonctionnaire, il passe sept mois à Paris pour étudier le droit français et approfondir ces connaissances linguistiques.
En 1844, il devient un avocat et procureur à Lübeck et est membre de Jung-Lübeck (de). En plus de sa participation à la nouvelle Constitution de Lübeck en 1848, il s'occupe du commerce et des transports de la ville isolée par le Danemark depuis le congrès de Vienne et développe les infrastructures. Il représente Lübeck au parlement d'Erfurt en 1850 et à l'Elbschiffahrtskommission (de) en 1851.
En 1856, il est entré dans le service diplomatique et est envoyé des trois villes hanséatiques de Brême, Hambourg et Lübeck à Copenhague. Il est présent grâce au gouvernement des États-Unis à la Convention de Copenhague en 1857 qui met fin aux droits du Sund. En 1858, après de longues négociations, il obtient l'approbation du Danemark pour la construction de la ligne de Lübeck à Hambourg, qui est construite de 1863 à 1865.
De 1864 à 1866, il est envoyé des villes hanséatiques au Bundestag à Francfort-sur-le-Main. Au moment de la Confédération de l'Allemagne du Nord en 1867, les villes hanséatiques transfèrent leur représentation diplomatique à Berlin. Il est d'abord ministre résident puis, après l'intronisation de Frédéric III en 1888, envoyé hanséatique extraordinaire et ministre plénipotentiaire à la cour royale de Prusse ainsi qu'envoyé de Lübeck au Bundesrat. Il fait partie du comité de la mer, du commerce et de l'infrastructure, sur les chemins de fer, la police judiciaire et l'Alsace-Lorraine. Il contribue à la construction du canal Elbe-Lübeck.
En octobre 1891, il reçoit de nombreux honneurs pour son 25e anniversaire en tant qu'envoyé. L'empereur lui envoie un magnifique vase avec une lettre personnelle. Le Sénat de Lübeck édite une pièce commémorative Bene Merenti.
Le vice-chancelier Karl Heinrich von Boetticher prononce sa nécrologie. Le Sénat des villes hanséatiques commande à sa mémoire un buste à Robert Baerwald (de) qui sera réalisé par Reinhold Felderhoff (en). Le successeur de Krüger comme envoyé hanséatique à Berlin est Karl Peter Klügmann (de), sénateur de Lübeck.

## Distinctions
- Ordre de l'Aigle rouge, 2e classe
- Ordre de la Couronne de Prusse, 1re classe
- Ordre royal des Guelfes, Commandeur première classe
- Ordre d'Henri le Lion, Grand-Croix
- Ordre de Dannebrog, 1re classe grand-croix
- Ordre de la Couronne d'Italie, Grand-Croix
- Ordre du Mérite du duc Pierre-Frédéric-Louis, Grand Commandeur
- Ordre royal d'Albert, Grand-Croix
- Membre honorifique de l'Institut archéologique allemand

## Source de la traduction
- (de) Cet article est partiellement ou en totalité issu de l’article de Wikipédia en allemand intitulé « Friedrich Krüger » (voir la liste des auteurs).